# 축 (악기)

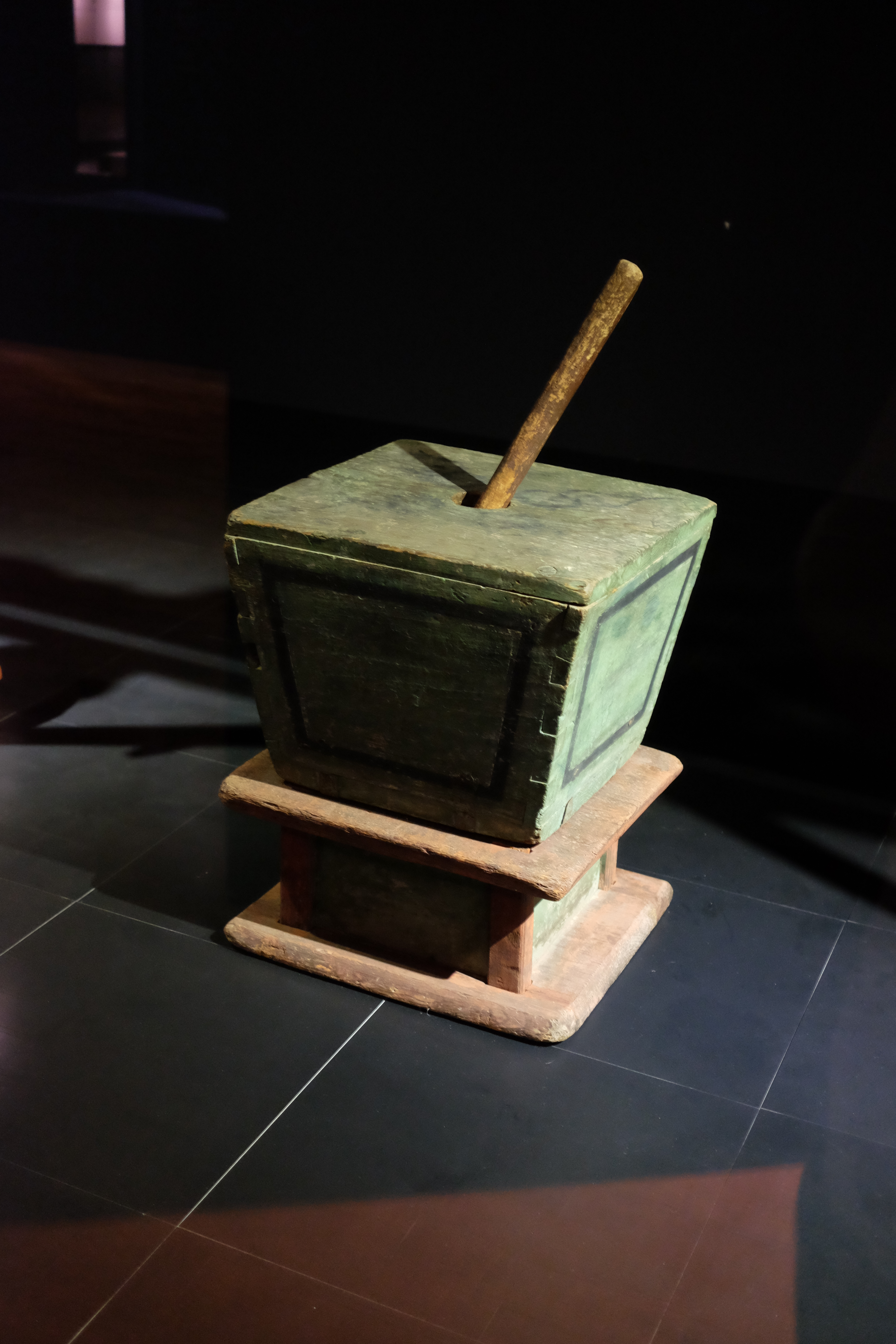
국립고궁박물관에 전시된 축

축(柷)은 무율 타악기이다. 목부악기이며, 아악기이다. 나무판으로 육면체의 통을 짜고 윗면에 구멍을 뚫고, 방망이를 넣어 친다. 문묘 제례악과 종묘 제례악에서 음악을 시작하는 신호로 친다. 중국의 고대 악기로 한국에는 고려 예종 11년에 들어왔다.

## 같이 보기
- 한국 전통 악기